# Sabulina brevifolia
Sabulina brevifolia là loài thực vật có hoa thuộc họ Cẩm chướng. Loài này được (Nutt. ex Torr. & A. Gray) Small miêu tả khoa học đầu tiên năm 1933.